# Andrzej Czajkowski (pianista)
Andrzej Czajkowski, właśc. Robert Krauthammer, w trakcie kariery na Zachodzie posługiwał się nazwiskiem André Tchaikowsky (ur. 1 listopada 1935 w Warszawie, zm. 26 czerwca 1982 w Oxfordzie) – polski pianista i kompozytor pochodzenia żydowskiego.

## Życiorys
Urodzony jako Robert Krauthammer, okupację niemiecką przeżył pod zmienionym nazwiskiem Czajkowski i przy tym nazwisku pozostał po wojnie. Ukrywał się m.in. w domu przy ul. Kaliskiej 17 w Warszawie.
W latach 1948–1951 uczył się w konserwatorium w Paryżu. Gdy ukończył je ze złotym medalem, władze PRL zachęciły go do powrotu do Polski, oferując znakomite możliwości studiowania i koncertowania. W Polsce pozostał do 1956 r., potem mieszkał do końca życia w Londynie. Studiował w Państwowej Wyższej Szkole Muzycznej w Warszawie. Uczeń Stanisława Szpinalskiego, Lazare’a Lévy’ego, Kazimierza Sikorskiego i Stefana Askenasego.
Laureat VIII nagrody na V Konkursie Chopinowskim w 1955 roku.
Laureat III nagrody na międzynarodowym konkursie pianistycznym Królowej Elżbiety Belgijskiej w Brukseli w 1956, po którym nie powrócił do Polski.
Jest bohaterem reportażu „Hamlet” Hanny Krall, wydrukowanego w zbiorach Dowody na istnienie i Żal.
Popularyzatorem i wykonawcą jego muzyki w Polsce jest pianista Maciej Grzybowski.
Zainteresowanie Czajkowskim rozbudziła premiera opery Kupiec wenecki w Bregencji w 2014 roku. Efektem stało się pojawienie licznych publikacji na temat kompozytora.
Był osobą homoseksualną.
Zgodnie z jego wolą jego czaszka została ofiarowana Royal Shakespeare Company, aby była wykorzystywana jako rekwizyt w sztuce „Hamlet”.

## Ważniejsze utwory
- Sonata na klarnet i fortepian op. 1 (1959)
- I Kwartet smyczkowy A-dur op. 3 (1969-1970)
- II Koncert fortepianowy op. 4 (1966-1971)
- II Kwartet smyczkowy C-dur op. 5 (1973-1975)
- Opera „Kupiec wenecki” (prawykonanie podczas Festiwalu Muzycznego w Bregencji w 2013, polska prapremiera: 24.10.2014 Teatr Wielki – Opera Narodowa)